# Павлов, Михаил Фёдорович
Михаил Фёдорович Павлов (1900 — 1985) — начальник Управления НКВД Челябинской области, комиссар государственной безопасности (1943).

## Биография
С 3 марта 1940 до 5 августа 1942 заместитель начальника ГУ РКМ. Начальник УНКВД Челябинской области в 1943, начальник УНКВД–УМВД Калининской области, начальник управления военно-строительных частей и заместитель начальника Главпромстроя МВД СССР.

### Звания
- полковник;
- старший майор милиции, 13 марта 1940;
- комиссар государственной безопасности, 12 мая 1943;
- генерал-майор, 9 июля 1945.